# Ctenodactylus
A Ctenodactylus az emlősök (Mammalia) osztályának rágcsálók (Rodentia) rendjébe, ezen belül a gundifélék (Ctenodactylidae) családjába tartozó nem.

## Rendszerezés
A nembe az alábbi 2 faj tartozik:
- gundi (Ctenodactylus gundi) Rothmann, 1776 - típusfaj
- sivatagi gundi (Ctenodactylus vali) Thomas, 1902